# Get Up Offa That Thing (álbum)
Get Up Offa That Thing é o 46º álbum de estúdio do músico americano James Brown. O álbum foi lançado em julho de 1976 pela  Polydor Records.

## Faixas
| N.º | Título                                          | Duração |  |
| 1.  | "Get Up Offa That Thing / Release the Pressure" | 9:17    |  |
| 2.  | "You Took My Heart"                             | 3:22    |  |
| 3.  | "I Refuse to Lose"                              | 7:32    |  |
| 4.  | "Can't Take It With You"                        | 9:06    |  |
| 5.  | "Home Again"                                    | 4:38    |  |
| 6.  | "This Feeling"                                  | 8:23    |  |

## Créditos
- James Brown - vocais, arranjos
- Patricia Dryden - ilustração da capa